# Bloomfield (Kalifornija)
Bloomfield je naseljeno područje za statističke svrhe u američkoj saveznoj državi Kalifornija. Prema popisu stanovništva iz 2010. u njemu je živjelo 345 stanovnika.